# Banjar Agung Ilir
Banjar Agung Ilir is een bestuurslaag in het regentschap Tanggamus van de provincie Lampung, Indonesië. Banjar Agung Ilir telt 2054 inwoners (volkstelling 2010).